# Ramaria capitata
Ramaria capitata är en svampart. Ramaria capitata ingår i släktet Ramaria och familjen Gomphaceae.

## Underarter
Arten delas in i följande underarter:
- capitata
- ochraceosalmonicolor

## Bildgalleri

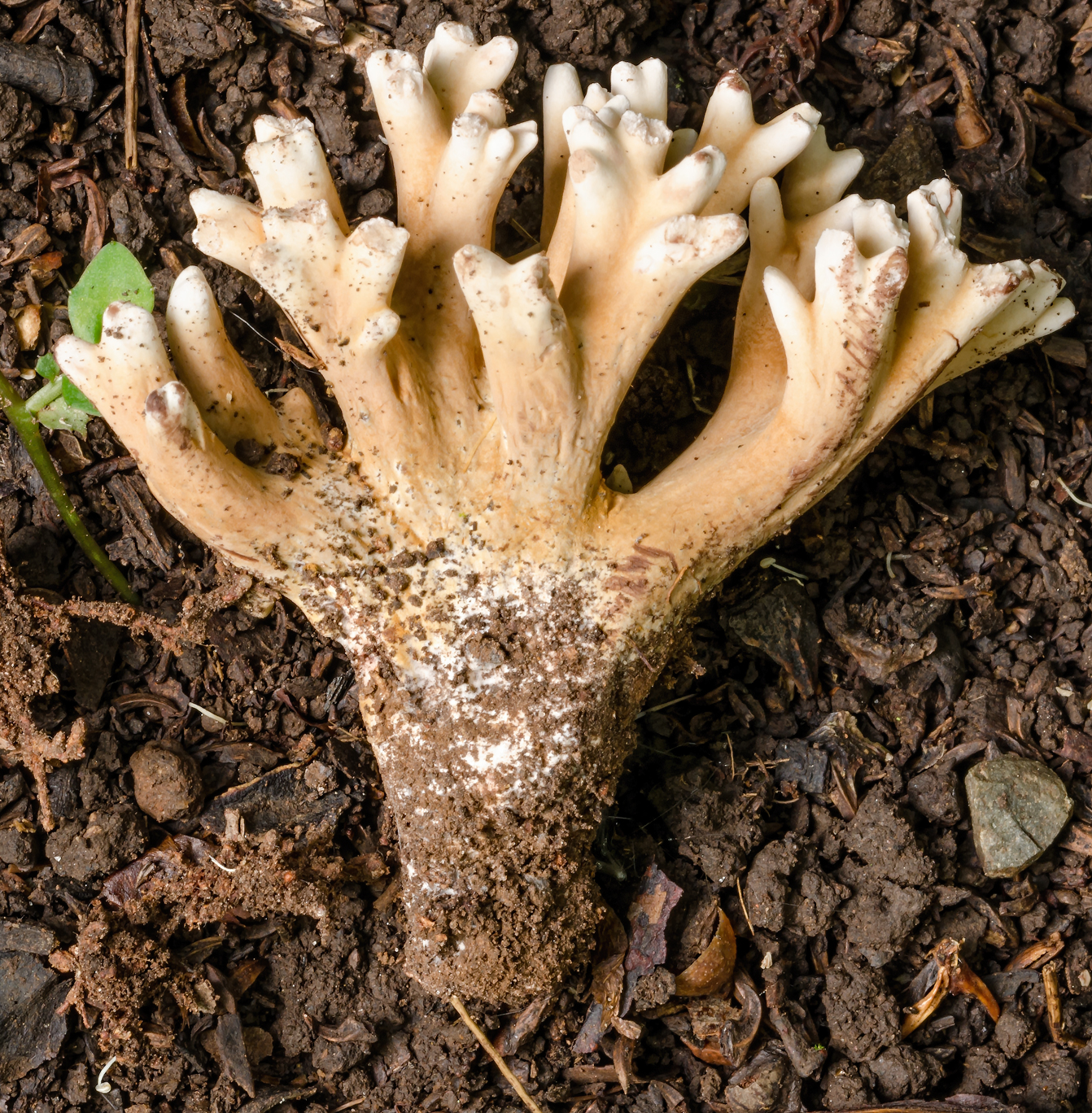